# جون كارلوس فراي
جون كارلوس فراي (بالإسبانية: John Carlos Frey)‏ هو صحفي ومخرج مكسيكي، ولد في 18 ديسمبر 1963 في تيخوانا في المكسيك.

## وصلات خارجية
- جون كارلوس فراي على موقع IMDb (الإنجليزية)
- جون كارلوس فراي على موقع أول موفي (الإنجليزية)
- جون كارلوس فراي على موقع كينوبويسك (الروسية)